# Пајпер Сити (Илиноис)
Пајпер Сити (енгл. Piper City) град је у америчкој савезној држави Илиноис.

## Демографија
По попису из 2010. године број становника је 826, што је 45 (5,8%) становника више него 2000. године.
| Група             | 2000.       | 2010.       |
| Белци             | 749 (95,9%) | 766 (92,7%) |
| Афроамериканци    | 1 (0,1%)    | 0 (0,0%)    |
| Азијати           | 7 (0,9%)    | 6 (0,7%)    |
| Хиспаноамериканци | 12 (1,5%)   | 49 (5,9%)   |
| Укупно            | 781         | 826         |